# Dr. Heinz Doofenshmirtz
Heinz Doofenshmirtz (beter bekend als Dr. Doofenshmirtz) is de antagonist in de serie Phineas en Ferb. Zijn stem wordt in het Engels vertolkt door Dan Povenmire en in het Nederlands door Bob van der Houven. Doofenshmirtz is vooral bekend als de gestoorde professor die door Perry het vogelbekdier gestopt wordt. Het is zijn doel de stad Danville en de regio eromheen te veroveren en de wereld een betere plek voor hemzelf te maken. Hij heeft een bedrijf met de naam Doofenshmirtz Duistere Planproducties.
Hoewel hij zichzelf een doctor noemt, heeft hij zijn diploma gewoon ergens gekocht voor 15 euro. Hij is deze titel waarschijnlijk niet waard. Desondanks heeft hij, gezien de machines die hij bouwt, wel degelijk een groot talent voor uitvinden. Doofenshmirtz is fan van de band Love Händel.
In het tweede seizoen van de serie Milo Murphy's Wet probeert hij een goede wetenschapper te zijn. Hij wordt dan 'Professor Tijd' genoemd, omdat hij de toekomstige uitvinder is van het tijdreizen.

## Uiterlijk
Doofenshmirtz heeft een witte doktersjas en daaronder een zwarte coltrui aan. Verder heeft hij een donkergroene broek en zwarte schoenen.

## Familie
Doofenshmirtz' vader was een Viking. Doofenshmirtz' over-overgrootvader heette Dr. Jeckel Doofenshmirtz en wilde het allerliefst de slechtste geleerde van zijn tijd zijn. Maar hij kwam altijd een boze menigte, de 11.00tjes, tegen. Jeckels broer heette Jamesson.
Doofenshmirtz heeft een jongere broer genaamd Roger, die wel succesvol is in het leven en nu zelfs burgemeester is van Danville. Heinz heeft een gruwelijke hekel aan hem, vooral omdat hij altijd de favoriet was van hun ouders. Een aflevering uit de serie beschrijft hoe Doofenshmirtz een inator maakt om een voetbalspel te winnen, omdat zijn moeder van zijn broer hield omdat hij goed kon voetballen.
Heinz is getrouwd geweest met Charlene Doofenshmirtz, die na de scheiding de naam Doofenshmirtz hield. Ze kregen een dochter, genaamd Vanessa Doofenshmirtz. Charlene is erg rijk en het is dankzij de alimentatie die ze haar ex-man moet betalen dat Doofenshmirtz al zijn uitvindingen kan bekostigen. Vanessa verblijft om de week bij Doofenshmirtz.

## Leven

### Komaf
Heinz komt uit Gimmelschtump, een dorp in het fictieve land Druelselstein. Druelselstein is een parodie op vooral Duitsland, maar ook landen als Oostenrijk, Zwitserland, Hongarije en Roemenië. De mensen leven er een eenvoudig leventje, vaak in armoede, en alles lijkt er grauw. In de vele flashbacks die Heinz laat zien over zijn jeugd, zijn de kleuren bruin en grijs dan ook dominerend. Druelselsteinse gerechten zijn Doonkleberry cake en Doonklebessen. De mensen in Druelselstein geloven in zwarte magie, wat doet denken aan het Europa van de Middeleeuwen.
Gimmelschtump is erg armoedig en grauw. Ooit was er een concert van de band Love Händel. Kinderen in Gimmelschtump spelen graag het spel Mep de Schtumpel, en anders sporten als Prik de Goozim met een stok, of honkbal, aangezien er een Druelselsteins jeugdhonkbalteam is.

### Zijn trieste jeugd
Heinz heeft een trieste jeugd gehad. Hij vertelt ook aan Perry hoe slecht zijn leven vroeger was.
Zijn slechte jeugd begon al toen zijn vader en moeder niet kwamen opdagen bij zijn geboorte; hij is opgevoed door tijgerkatten. Toen hij op één of andere manier terugkwam bij zijn ouders, moest hij na een tijdje dagenlang in de voortuin tuinkabouter spelen. Ook bij zijn verjaardagen kwamen geen vrienden of familie opdagen, omdat deze hem allemaal minachtten. Later kocht Heinz' vader, een knorrige man, een hond met de naam Enige Zoon, die met het winnen van hondenshows alle eer opstreek. Na de geboorte van zijn broertje Roger, waarvan men had verwacht dat het een meisje zou worden, moest hij noodgedwongen in jurkjes rondlopen. Aangezien Roger een enorm talent bleek te hebben voor voetbal, en jonge Heinz totaal niet, ging al zijn moeders liefde uit naar Roger, en werd Heinz beschouwd als de schande van de familie. Hij had maar één vriend die een ballon was (en heel toepasselijk Ballonnie heette), maar die vloog weg waarna zijn plek werd ingenomen door een alien, die hem beschouwde als vreemd wezen.

### Verval tot het kwaad
Door zijn trieste jeugd ging Heinz de duistere kant op. Hij emigreerde net als zijn broer Roger naar de Verenigde Staten van Amerika. Hier had hij als jongvolwassene meerdere relaties, maar die liepen allemaal op niets uit. Een van zijn vriendinnen was Linda Flynn, maar verder dan één afspraakje kwam hun relatie niet. Verder is hij nog een tijdje kunstenaar geweest en heeft hij geprobeerd carrière te maken als dichter en braadworstenverkoper.
Na de scheiding van Charlene richtte Heinz het bedrijf Doofenshmirtz Duistere Planproducties op, om met zijn uitvindingen Danville en de regio te veroveren. Als men het gebouw ziet, hoort men altijd de jingle ervan. In Phineas and Ferb the Movie: Dwars door de 2de dimensie wordt onthuld dat hij er inmiddels al 12 jaar woont. Om een ervaren slechte wetenschapper te worden, volgde hij onder andere lessen van Dr. Gevaarlijk.

## Rol in de serie
Heinz dient in de serie vooral als antagonist van Perry het vogelbekdier. Hij probeert keer op keer zijn nieuwe thuisstad Danville te veroveren of te terroriseren met kwade uitvindingen. Zo bouwt hij de ene uitvinding na de andere, met sterk uiteenlopende functies. De namen van zijn uitvindingen eindigen altijd op inator. In zijn pogingen tot vernietiging wordt hij keer op keer tegengehouden door Perry het vogelbekdier.
Aan het einde van een aflevering maakt hij meestal de dingen die Phineas en Ferb gemaakt hebben kapot, maar dat heeft hij zelf niet door; ook Phineas en Ferb hebben niet door dat Doofenshmirtz hun dingen kapotmaakt.
Doofenshmirtz is als schurk vrij incompetent. Zo zijn zijn plannen vaak erg omslachtig en totaal niet doordacht. Hij gebruikt de meest uiteenlopende gebeurtenissen uit zijn jeugd als excuus om zijn kwade plannen te verklaren. Doofenshmirtz houdt er veel stereotiepe eigenschappen van superschurken op na. Zo beschouwt hij het als zijn plicht om Perry, nadat hij hem gevangen heeft, altijd zijn hele kwaadaardige plan uit te leggen, ondanks dat hij het Perry zo alleen maar makkelijker maakt om hem tegen te houden.
Doofenshmirtz' relatie met Perry is vrij complex. Aan de ene kant beschouwt hij Perry als zijn aartsvijand en baalt hij ervan dat Perry telkens zijn plannen dwarsboomt, maar aan de andere kant staat hij soms ook op goede voet met Perry en ziet hij hun confrontaties als vast onderdeel van zijn leven. Als Perry niet komt opdagen of niet de moeite neemt Doofenshmirtz tegen te houden, ervaart Doofenshmirtz dit dan ook als een groot gemis. De twee hebben bovendien al meer dan eens aangetoond diep van binnen best wel respect voor elkaar te hebben.
Doofenshmirtz bezit meerdere gebouwen. Het bekendste is het hoofdkwartier Doofenshmirtz Duistere Planproducties, dat gevestigd is in het penthouse bovenop een wolkenkrabber. Verder bezit hij een gewoon woonhuis in dezelfde straat als Phineas en Ferb, een oud pakhuis en een eiland.
In de aflevering "Quantum Ratjetoe" wordt een mogelijke toekomst getoond die 20 jaar na de serie speelt. De intussen bejaarde Perry en Heinz Doofenshmirtz zijn in die toekomst nog altijd vijanden, maar hun gevechten beperken zich nu tot potjes dammen.

## Vaste uitspraken
Als Perry (of Agent P.) bij hem komt, zegt hij: "Ah, Perry het vogelbekdier". En als hij verloren heeft zegt hij: "Ik vervloek je, Perry het vogelbekdier" of "Ik haat je, Perry het vogelbekdier". Wanneer Perry binnenkomt zonder hoed wordt er steevast geroepen Een vogelbekdier?! zonder te beseffen dat het Perry is om vervolgens, als Perry zijn hoed op zet, Perry het vogelbekdier! te roepen. Dit roept hij met een Duits accent.

## Trivia
- In de Nederlandse versie spreekt Doofenshmirtz met een Duits accent. In een van de afleveringen wordt bekend dat veel mensen Doofenshmirtz' naam niet kunnen onthouden. In het eethuis "Diner" komt hij een besteld broodje afhalen, maar hij wordt door de caissière steeds met een verkeerde naam aangesproken. Hij raakt zodanig geïrriteerd dat hij uit de Diner wegloopt en vindt dan een "inator" uit waardoor hij zijn naam in de ozonlaag gaat branden. Dit plan wordt echter opnieuw gedwarsboomd door Perry het vogelbekdier.
- Elke uitvinding van Doofenschmirtz heeft een naam die eindigt op -inator.
- Dr. Heinz Doofenshmirtz is sinds oktober 2017 te horen op Radio 538 in het programma van Anoûl Hendriks.